# Datongshan Linchang (bondby i Kina, Hunan Sheng, lat 29,82, long 111,10)
Datongshan Linchang (kinesiska: 大同山林场) är en bondby i Kina. Den ligger i provinsen Hunan, i den södra delen av landet, omkring 260 kilometer nordväst om provinshuvudstaden Changsha. Antalet invånare är 1 311. Befolkningen består av 615 kvinnor och 696 män. Barn under 15 år utgör 12,0 %, vuxna 15-64 år 74 %, och äldre över 65 år 13,0 %.
Runt Datongshan Linchang är det ganska tätbefolkat, med 172 invånare per kvadratkilometer. Närmaste större samhälle är Weixin, 6,9 km söder om Datongshan Linchang. I omgivningarna runt Datongshan Linchang växer huvudsakligen savannskog.
Genomsnittlig årsnederbörd är 1 697 millimeter. Den regnigaste månaden är september, med i genomsnitt 263 mm nederbörd, och den torraste är december, med 19 mm nederbörd.